# Sivacrypticus dilliensis
Sivacrypticus dilliensis is een keversoort uit de familie Archeocrypticidae. De wetenschappelijke naam van de soort is voor het eerst geldig gepubliceerd in 1979 door Kaszab.